# Orso de Benevento
Orso sau Ursus (d. 892) a fost principe longobard de Benevento de la 890 la 891.
Orso a succedat tatălui său, Aiulf al II-lea, însă nu a putut să se mențină în funcție. El a fost depus după ce Benevento a fost capturat de către strategos bizantin de Calabria, Sybbaticius. Benevento a devenit, chiar dacă doar pentru puțină vreme, capitala thema-ei bizantine Longobardia.